# Токушіма
Токуші́ма (яп. 徳島市, とくしまし, МФА: [toku̥ɕima ɕi̥]?) — місто в Японії, в префектурі Токусіма. Розташоване в східній частині префектури, на березі протоки Кії.  Адміністративний центр префектури. Виникло на основі призамкового містечка автономного уділу Токушіма. Отримало статус міста 1889 року. Площа становить 191,62 км². Станом на 1 серпня 2012 року населення складало 263 546  осіб, густота населення — 1380 осіб/км².     

## Клімат
Місто знаходиться у зоні, котра характеризується вологим субтропічним кліматом. Найтепліший місяць — серпень із середньою температурою 27.2 °C (81 °F). Найхолодніший місяць — січень, із середньою температурою 5 °С (41 °F).
| Клімат Токусіми         | Клімат Токусіми | Клімат Токусіми | Клімат Токусіми | Клімат Токусіми | Клімат Токусіми | Клімат Токусіми | Клімат Токусіми | Клімат Токусіми | Клімат Токусіми | Клімат Токусіми | Клімат Токусіми | Клімат Токусіми | Клімат Токусіми |
| Показник                | Січ.            | Лют.            | Бер.            | Квіт.           | Трав.           | Черв.           | Лип.            | Серп.           | Вер.            | Жовт.           | Лист.           | Груд.           | Рік             |
| Абсолютний максимум, °C | 21              | 22              | 26              | 28              | 30              | 33              | 37              | 37              | 35              | 31              | 26              | 23              | 37              |
| Середній максимум, °C   | 9               | 10              | 12              | 18              | 22              | 26              | 30              | 31              | 27              | 22              | 17              | 12              | 20              |
| Середня температура, °C | 5               | 5               | 7               | 13              | 17              | 21              | 26              | 26              | 23              | 17              | 12              | 7               | 15              |
| Середній мінімум, °C    | 1               | 1               | 3               | 8               | 13              | 17              | 22              | 22              | 20              | 13              | 8               | 3               | 11              |
| Абсолютний мінімум, °C  | −5              | −4              | −3              | 0               | 4               | 9               | 15              | 16              | 11              | 4               | −1              | −4              | −5              |
| Норма опадів, мм        | 50              | 60              | 100             | 120             | 150             | 190             | 190             | 190             | 310             | 180             | 80              | 50              | 1730            |
| Днів з дощем            | 4               | 5               | 6               | 7               | 8               | 9               | 9               | 9               | 14              | 9               | 5               | 5               | 96              |
| Вологість повітря, %    | 68              | 68              | 71              | 73              | 72              | 80              | 81              | 79              | 82              | 75              | 73              | 69              | 74              |
| ----------------------- | --------------- | --------------- | --------------- | --------------- | --------------- | --------------- | --------------- | --------------- | --------------- | --------------- | --------------- | --------------- | --------------- |
| Джерело: Weatherbase    |                 |                 |                 |                 |                 |                 |                 |                 |                 |                 |                 |                 |                 |

## Засоби масової інформації
- Телерадіомовна служба NHK в регіоні Шікоку.